# تشان مينغ كاي
تشان مينغ كاي هو سياسي ماليزي، ولد في 1980 بإيبوه في ماليزيا. حزبياً، نشط في حزب عدالة الشعب. وقد انتخب عضو ديوان الرعية ‏ عن دائرة Alor Setar (federal constituency) ‏ وقد انضم خلال فترته النيابية ‏ للكتلة البرلمانية تحالف الأمل (ماليزيا).